# ドゥラ・エウロポス
座標: 北緯34度44分50秒 東経40度43分51秒 / 北緯34.74722度 東経40.73083度

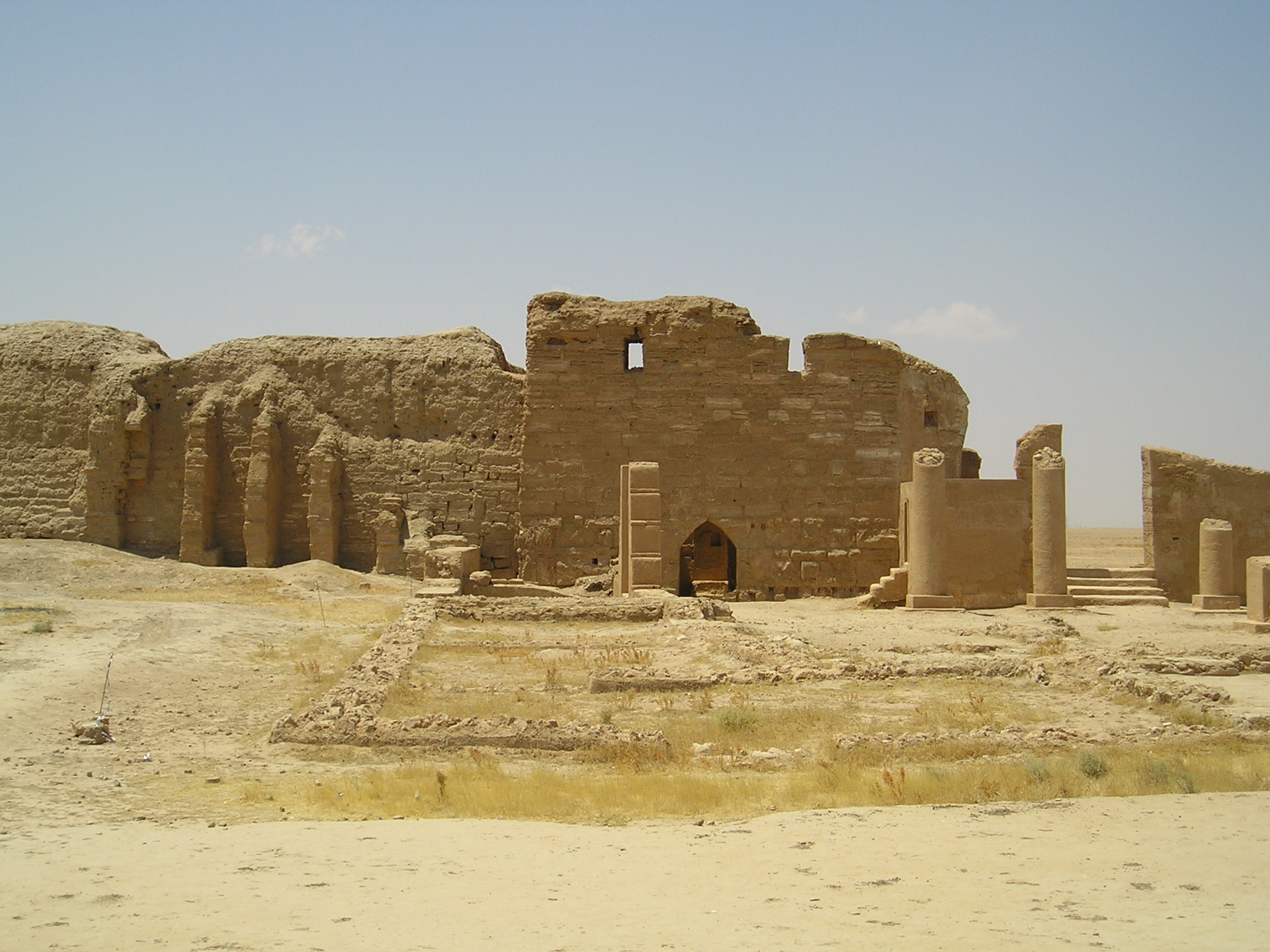
ドゥラ・エウロポスのベル神の神殿跡

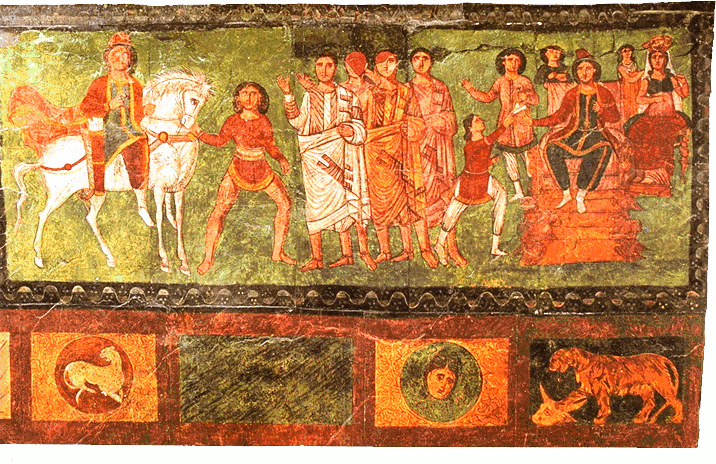
ドゥラ・エウロポスのシナゴーグ跡から発見されたフレスコ画。エステル記の一場面

ドゥラ・エウロポス（Dura-Europos、「エウロポスの砦」）は、ヘレニズム時代からパルティアおよびローマ帝国の支配下の時代にかけて繁栄した古代都市。その遺跡は現在のシリア東部、イラクとの国境付近にあり、ユーフラテス川右岸（南岸）の高い断崖上の平地に位置する。
ロ－マ時代にはシルクロード上の交易の要衝として栄えた。
ドゥラ・エウロポスはセレウコス朝が築き、後にパルティアに征服され大きな町となった。116年にトラヤヌス帝の遠征でローマ帝国に編入され、一時はパルティアが奪還したが、164年にルキウス・ウェルスの遠征で再度ローマ領となった。2世紀後半から3世紀にかけてはローマの東部国境の軍事拠点としてきわめて重要な植民都市になった。しかし3世紀前半にサーサーン朝によってパルティアが倒れローマを圧迫するようになり、257年にはシャープール1世の遠征で陥落し、以後廃墟のまま放棄された。
20世紀前半にドゥラ・エウロポスの発掘が始まり、考古学的に重要な発見が次々になされた。256年から257年にかけてのサーサーン朝による征服で放棄されて以降、ドゥラ・エウロポスには建物などが建てられることはなかったため、後世の住居や要塞建築などが残り、他のローマ都市のような、古代都市の上に新たな施設等が建設され、古代の都市計画を分かりにくくするという事柄が起こらず、このためローマの植民都市の姿を知る上で貴重な遺跡となった。また帝国の辺縁にあるという立地のため、ギリシア、ローマ、パルミラ、シリア、ペルシア、オリエントなど異なった文化がこの町には共存しており、その遺物も遺跡から多く見つかった。様々な文化に由来する神々に捧げられた神殿、ユダヤ人が建てたシナゴーグ、ローマの軍事植民都市によく見られるミトラ教神殿、壁飾り、碑銘、軍の装備、墓所、そしてドゥラ・エウロポスが滅ぼされた攻囲戦の痕跡などもこの遺跡からは発見されている。

## 地形
都市遺跡はユーフラテス川から切り立った崖の上にあり、ユーフラテスの流れを見下ろすことができる。崖の上の平らな土地が都市になっているが、その北と南に深い谷（ワジ）がユーフラテス川に向って落ち込んでいるため、都市の広がりの限界になっているとともに都市を守る天然の濠となっている。西はシリア砂漠に向けて平地が続いている。町の中にもいくつかの谷やワジがユーフラテス川沿いの崖へ向かって走っており、市街地とアクロポリスおよび城塞を分ける境界線になっている。ユーフラテス沿いの地方は豊かな農地が続いているが、ドゥラ・エウロポスのある崖の上は砂漠地帯である。
市街地は、ユーフラテスの崖に沿うように南東から北西へ走る通りと、平地から崖に向かう南西から北東へ向けて走る通りが直行しており、碁盤目状の街並みを形成している。町の東側は、ワジがいくつかあり起伏もあるため直行する街路が途切れており、断崖とユーフラテスを背にした堅固な要塞などが並ぶ。町の西側は繁華な地区で、これらはすべて城壁で囲まれている。東・北・南は崖に囲まれた地形であるため、サーサーン朝による最後の攻撃は砂漠に開けた西側から行われている。

## 都市の歴史
ドゥラ（Dura）、ドゥル（Duru）、デル（Der）、ドル（Dor）は、ヘレニズム期以前のバビロニアやアッシリアの集落に共通する地名であり「集落」を意味する。この遺跡からはバビロニア末期の円筒印章や楔形文字の書かれた粘土板なども出土しているが、ヘレニズム期以前の建築物の跡は現在見つかっていない。ヘレニズム期の初期には、マケドニア王国の退役兵らがこの地を与えられ植民集落を築いたとみられる。

### ヘレニズム期
「エウロポス」の町は、紀元前303年にセレウコス朝により、地中海側のアンティオキアとチグリス川沿いのセレウキアを結ぶ東西交易路と、ユーフラテス沿いに走る交易路が交差する地点であるドゥラの地に建設された。ニカトールという人物が都市を築いたことが知られるが、彼の生涯は不明である。王であるセレウコス1世ニカトールの親戚とも考えられる。新しくできた都市はセレウコス1世ニカトールの故郷と同じエウロポスの名を付けられた。紀元前5世紀のギリシアの都市計画家ミレトスのヒッポダモスの基準に則り、37メートル×70メートルの長方形の街区が規則正しく設けられ、中央には都市機能の中心となる広場であるアゴラが置かれた。周囲は城壁と城塞で厳重に守られていた。

### パルティア期

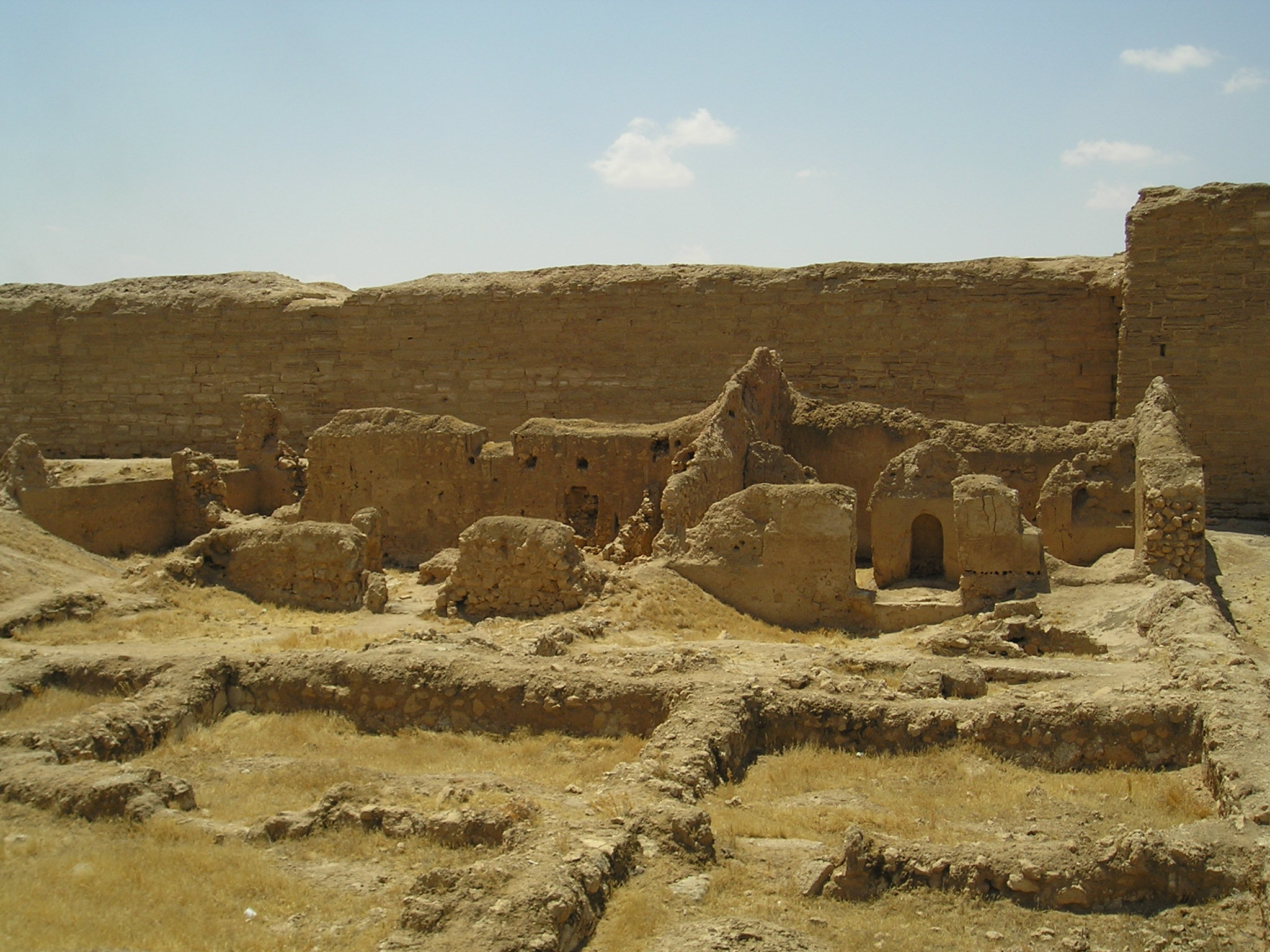
ドゥラ・エウロポスの建物跡

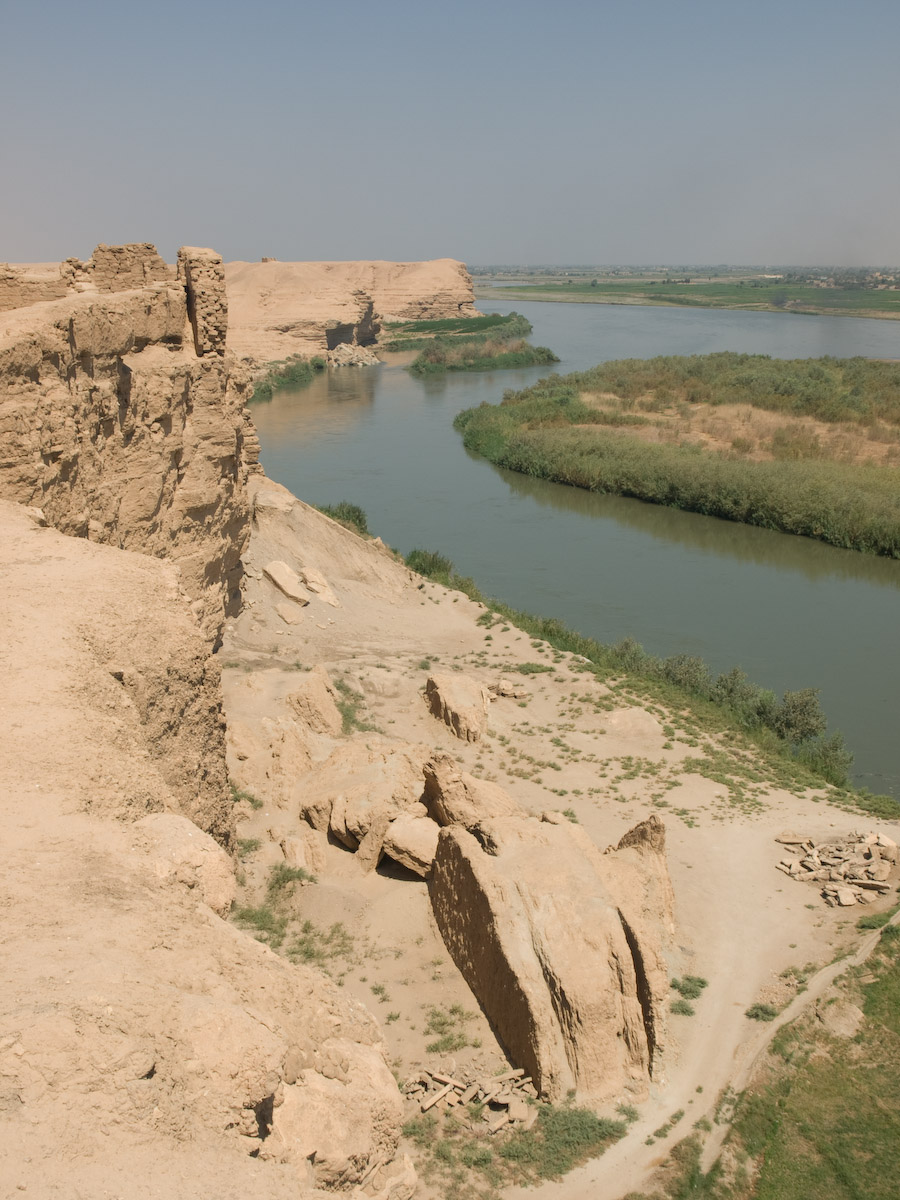
ドゥラ・エウロポスの城塞。ユーフラテス沿いの崖の上に建つ

ペルシアに興ったパルティアは紀元前114年にエウロポスを陥落させた。パルティアの支配下で旧名のドゥラが復活した。ドゥラ・エウロポスとは近代に名付けられた遺跡名で、古代の文献にこのような名は登場しない。パルティアは軍団や地方行政の中心をドゥラに置いたが、市民生活はパルティア風ではなく相変わらずヘレニズム風であった。特に上流階級にはヘレニズムの遺風が濃く、セレウコス朝の王たちへの崇拝も続いていた。シリア砂漠のキャラバン都市パルミラとの交通が盛んで、パルミラ製の遺物も発見されている。
紀元1世紀および2世紀がドゥラの町の最盛期であった。城壁内部は完全に市街地化され、軍事都市の性格を失いキャラバンを通じた交易都市の性格を強めた。豊かな市民は神殿の新築や増築を行い、彫像や壁画で飾り立てた。これらの神殿は市民の豊かさを示すものであった。住民は異なった民族からなり、上層階級は少数のギリシア系の住民で、多数派のシリア人からパルティア風の生活習慣を受け入れ始めていた。その他ユダヤ人、アラム人、パルミラ人、ペルシア人など多様な民族が住み多くの言語が流通した。経済的には西のローマ帝国との交易で栄え、ローマの通貨も盛んに流通しパルティアの通貨を圧倒する勢いだった。この時期、ドゥラ・エウロポスでは、軍事および市民生活をつかさどるストラテゴス（将軍職）が統治を行っていた。

### ローマ植民都市
ローマとパルティアの国境都市であるドゥラは、この地の行政と交易の中心であった一方で、両帝国の争奪の地にもなった。115年/116年にはローマ帝国のトラヤヌス帝がドゥラを征服し凱旋門を建てたが、その支配は短く、トラヤヌス帝存命中の121年にはパルティアにより回復された。160年に大きな地震に襲われた後、164年にはルキウス・ウェルスの遠征で再びローマ領となったが、当初は間接支配だったとみられる。
セプティミウス・セウェルス帝は195年、ドゥラをシリア・コエレ属州に編入した。市内の北部には軍団の駐屯地が作られ、カストルム（兵営）やプラエトリウム（軍団司令部）が置かれた。さらに市街地の大半も作りなおされ、城壁も強化された。211年にはドゥラはコロニアとなった。軍事都市となったドゥラでは新たな神殿建設も止まり、経済もしばしば沈滞した。
この時期、ドゥラにはドゥクス（軍団指導者）が置かれていたとみられる。ドゥクスはシリア地区の国境線を防衛する一方、町の行政も行っていた。

### 陥落と放棄

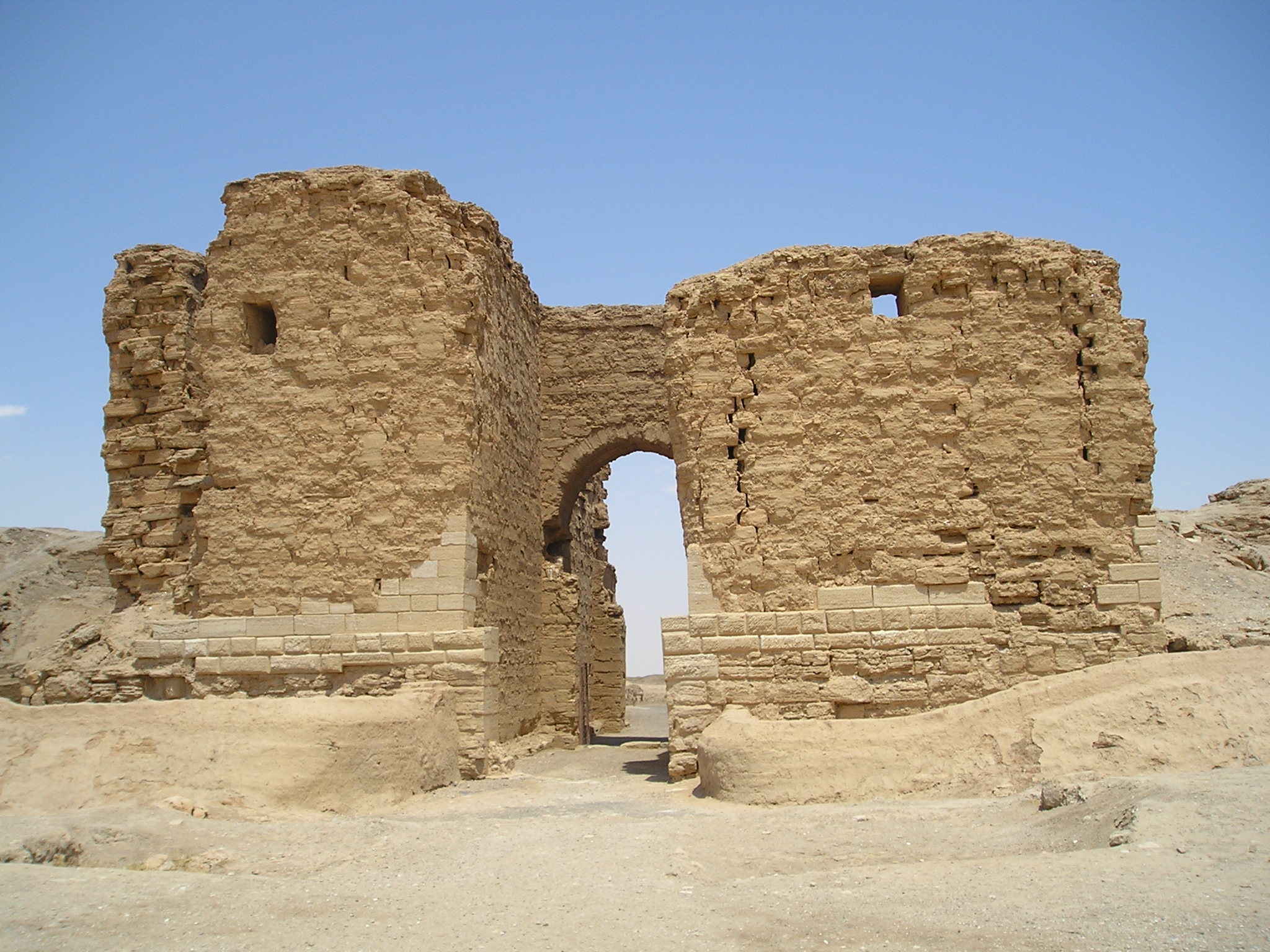
パルミラ門

253年にはパルティアを倒したサーサーン朝がドゥラに一度目の攻撃を仕掛けた。256年から257年には二度目の攻城戦が行われ、ローマ軍は市内に立て篭もったが、サーサーン朝軍はトンネルと塹壕を掘ってこれを攻撃した。陥落後、273年にはドゥラは放棄された。これはユーフラテスの川筋が変わったことにも一因があったとみられる。
この戦いについては文書による記録は残っていないが、発掘の結果詳しい経緯が分かるようになっている。サーサーン朝軍は砂漠に面した市の西壁の前に陣取り、トンネルを掘って上にある城壁を崩し突破口を作ろうとした。守るローマ軍はこれを見越して、城壁沿いの市街地を取り壊し、その瓦礫で城壁を支えることにした。この時にキリスト教聖堂、シナゴーグ、ミトラ教神殿をはじめとする建物や家が埋められ、結果としてフレスコ画などが後世に残ることになった。さらに城壁の補強のため外からも土の山で支えて斜堤（glacis）を築き、日干しレンガで覆って浸食を防ごうとした。

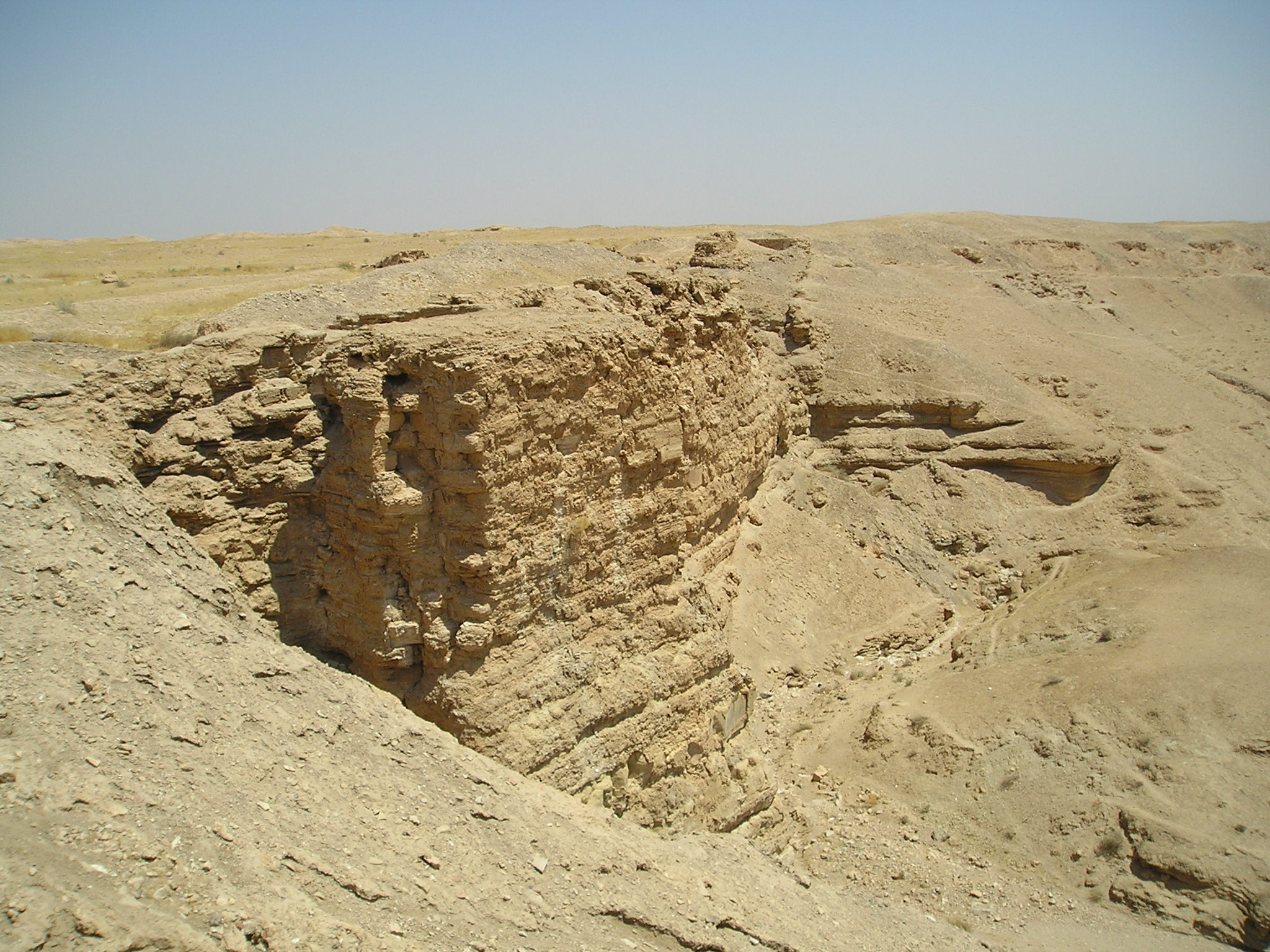
南の谷を見下ろす城壁跡

256年、シャープール1世率いる軍による攻撃が開始された。シャープール1世は工兵に、ドゥラの正門であるパルミラ門から二つ北にある塔、考古学者が第19塔と呼ぶ塔の下にトンネルを掘らせた。これに気づいたローマ軍は逆にトンネルを掘り、サーサーン朝軍の掘るトンネルにぶつけ、城壁を掘り崩そうとするサーサーン朝の兵を攻撃しようとした。ローマ軍の逆トンネルがサーサーン朝軍のトンネルを掘りあてると、すでにサーサーン朝軍は城壁に沿って複雑な地中回廊を築いていた。サーサーン朝軍はローマ軍の攻撃を撃退したが、ローマ軍は逃げようとする兵に気づいて逆トンネルを封鎖した。負傷者や地中で迷った者はトンネル内で死んだが、この時のローマ兵やローマの硬貨がトンネル内で見つかっている。この逆トンネル作戦は成功し、サーサーン朝軍は第19塔地下のトンネルを放棄した。
次にサーサーン朝軍は西壁最南端の第14塔を攻撃した。第14塔は町の南の深い谷間を見下ろしていたが、攻撃側はこの谷間から塔を攻めた。今度はトンネル作戦が成功し、塔とその付属の城壁が沈下を始めた。しかしローマ軍が事前に城壁を補強していたために城壁は崩壊を免れた。
サーサーン朝軍は三度町への侵入を試みた。第14塔を攻めるために攻城塔が組み立てられたが、ローマ軍は攻城塔の城壁への接近を止めるため盛んに攻撃した。一方サーサーン朝軍は攻城塔の近くでトンネルを掘り始めたが、これは城壁を崩すためではなく（城壁は補強されていたため容易に崩れないことがサーサーン朝軍にも分かってきた）、城壁内に兵士を送るためのものだった。四人が肩を並べて進めるほどの幅のトンネルがついに市内にまで貫通し、これがドゥラ陥落の決定打となった。サーサーン朝兵が攻城塔に上って城壁を攻撃し、ローマ軍のほぼ全軍が城壁上でこれを撃退しようとしていた時、トンネル内のサーサーン朝兵は抵抗なく市内に侵入しドゥラを制圧した。ドゥラの生き残りはクテシフォンへ連行されて奴隷に売られ、ドゥラが再建されることはなかった。
研究者の2009年の主張によれば、サーサーン朝軍は一種の毒ガスも使用したとみられる。ドゥラの発掘の過程で城壁地下から20体ほどのローマ兵の遺体が発見された。レスター大学の考古学者は、サーサーン朝軍は瀝青や硫黄の結晶に火をつけて有毒のガスを発生させ、トンネル内をガスで満たして城内へ拡散させたと見ている。

## 遺跡の発掘

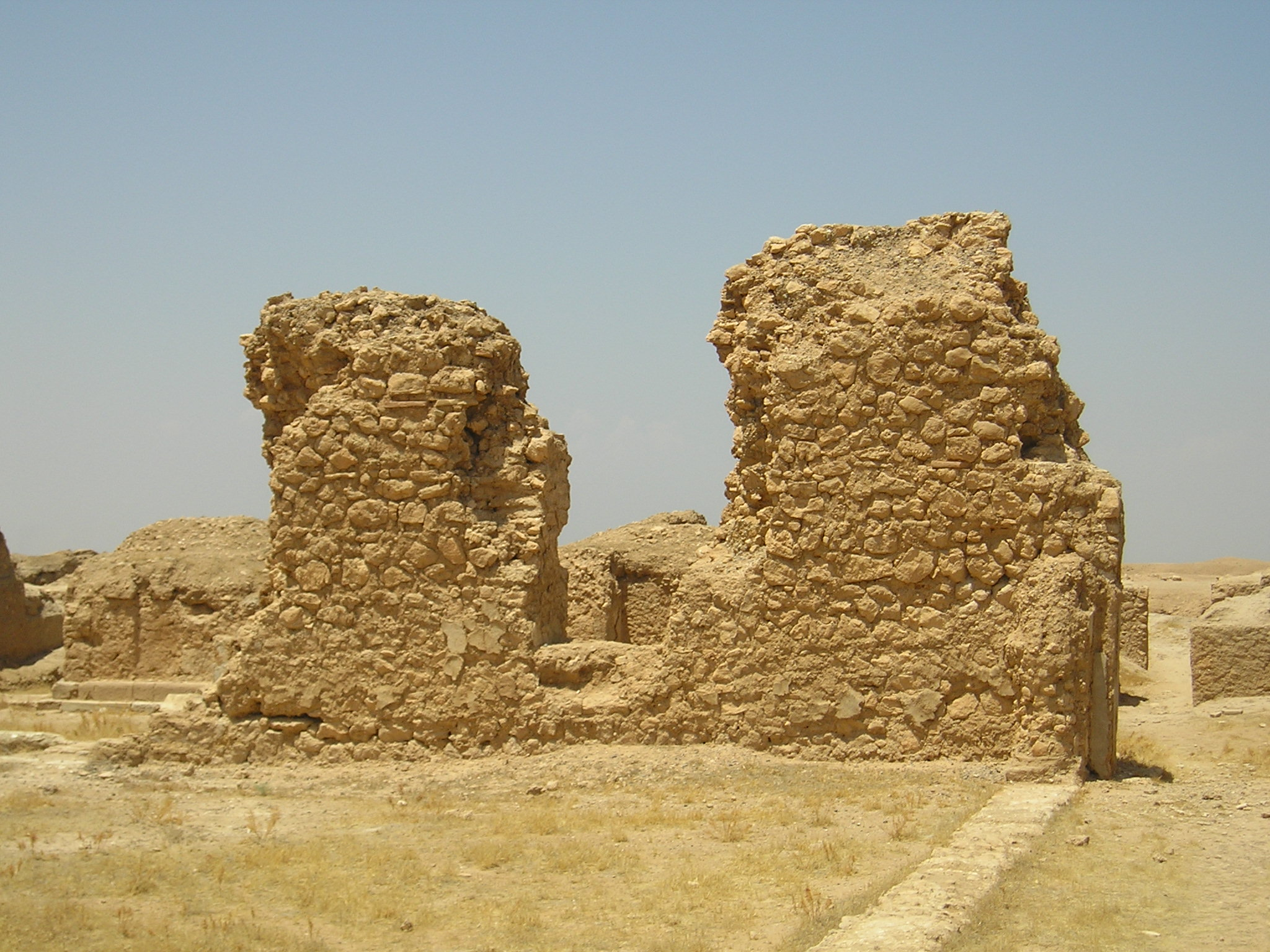
プラエトリウム（軍団司令部）

ドゥラ・エウロポスの存在は文献資料を通じて古くから知られていたが、その場所は不明とされていた。アラブ反乱の余波が残る第一次世界大戦後の1920年3月30日、ジェラルド・マーフィー大尉指揮下のイギリス軍部隊が塹壕を掘っている最中に色鮮やかな壁画を掘り出すまで、この遺跡は砂に埋もれるままになっていた。当時バグダッドにいたアメリカの考古学者ジェームズ・ヘンリー・ブレステッド（James Henry Breasted）はこの話を聞き機敏に動いた。1920年代から1930年代にかけて、アメリカ合衆国とフランスの考古学チームが発掘を行っている。1922年-1923年に調査結果を発行したフランツ・キュモン（Franz Cumont）率いるチームがこの遺跡をドゥラ・エウロポスと同定し、神殿跡も発掘したが、シリア・イラク地域の政情不安により考古学調査の立ち入りも禁止された。後にミハイル・ロストフツェフ（Michael Rostovtzeff）率いるイェール大学とフランス学士院碑文・文芸アカデミー（Académie des Inscriptions et Belles-Lettres）の調査隊が活動を始めたが、1937年に資金が底をついたため遺跡の限られた部分の調査結果しか発行できなかった。第二次世界大戦による長い中断をはさんで、1986年にはフランス・シリア合同の調査隊により発掘が再開されている。
しかしシリア内戦後は武装勢力の支配下に置かれるようになり、過激派組織ISILなどの支援によって組織的な盗掘が大規模に行われている。2014年6月にアメリカ合衆国国務省が発表した衛星写真は、都市遺跡のほぼ全区画が穴だらけになっているさまが写されている。

### 遺物
発掘物の中でも驚くべきものは、256年のサーサーン朝による攻囲戦時のものとされる、保存状態の良いローマ軍団の武器や甲冑などである。彩色された木製の盾、完全な状態の馬用の甲冑などが、乾燥した気候のおかげで、ドゥラ・エウロポスの最後の戦いの時のまま残されていた。都市の最期の瞬間が生々しくわかるだけでなく、ローマ最東端の都市の市民生活や宗教生活が生き生きと浮かび上がることも含めて、「砂漠のポンペイ」ともいうべき遺跡になっている。
ドゥラ・エウロポスはコスモポリタンな文化が栄え、マケドニア王国の末裔である貴族らによる寛容な支配下で様々な文化が存在した。発掘の過程で百点以上の羊皮紙やパピルスの端切れや、様々な文字による碑文が発見されている。それらは、ギリシア語やラテン語（ラテン語碑文の中には、SATOR碑文も含まれている）、パルミラ語、ヘブライ語、アラム語ハトラ方言、Safaitic（古代北部アラビア語の方言）、パフラヴィー語などで書かれていた。

### 都市建築と神殿

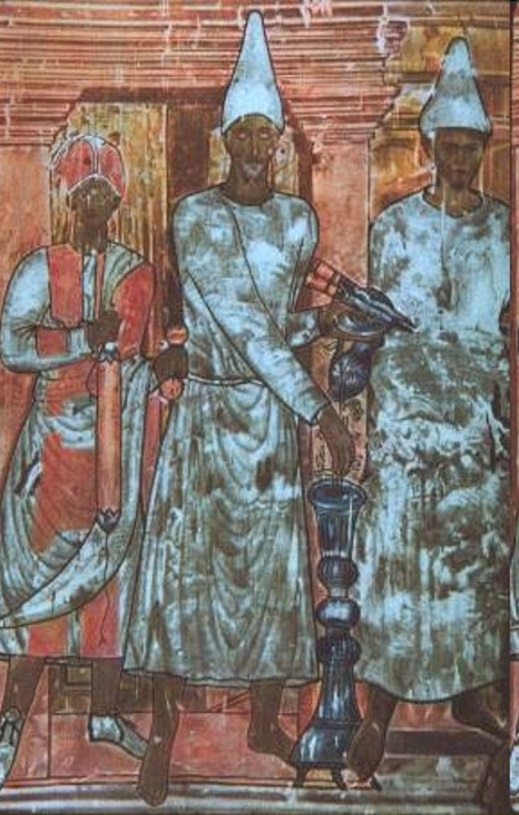
パルミラ系のバアル神の神殿に描かれたフレスコ。コノンの生贄

建物の多くは日干しレンガ製で、特別な建物は石造建築であり建物の一部分に石を用いた建物もあった。セレウコス朝以来の建物もごくわずかながらあり、この町は疑いなくセレウコス朝期に建てられたということを示している。町の中央には大きなアゴラ（広場）があり、アルテミスとアポロンに捧げられた神殿があった。アルテミス神殿は単純な構造で、一つのテメノス（区画）に、祭壇が中央に一つあるというものだった。町の東、ユーフラテス沿いの崖上にはアクロポリスがあったが、これは本当の山の上ではなく、町の主要部とはワジ（涸れ谷）で隔てられた台地の上にあり、宮殿と神殿（おそらくゼウスのためのもの）があった。同じくユーフラテスの崖上には町とはワジで隔てられた堅固な城塞があり、ヘレニズム期からパルティア期にかけてストラテゴスが住んでいたとみられる宮殿があった。ヘレニズム期の城塞設計の際には石が多く用いられていたが、この要塞化は結局完成しなかった。
パルティア期には都市計画に大きな変更はなかったとみられる。しかしギリシア風の建物に代えてパルティア様式の建物が建つようになり、未完成だった古代ギリシア風のアルテミス神殿に代えてパルティア風のアルテミス神殿が建った。また都市の国際化に伴い、ギリシアの神々のほかにシリアの神々、パルティアの神々を祀る神殿が増えた。ギリシア化されたセム系の神や、セム系の名になったギリシアの神などもあるが、崇拝方法や建築はオリエントの形式であった。これらの神殿は市民の寄付で建ち、神々や寄進者や生贄などの絵で飾られた。これらの絵画の中には、職人のサインが入ったものもある。

### 様々な神殿
バアル神殿（パルミラの神々の神殿とも）は、西の市壁の北端に築かれていた。建築時期は数度にわたるとみられ、中庭を囲んでいくつかの部屋があった。神殿は北側に建ち四本の柱が特徴的だった。その後ろには二つの部屋があり、色彩豊かな壁画に彩られていた。そのほかに拝殿もあり、崇拝の図像で飾られていたとみられる。
バアル神殿と同じように、シリア地方の女神アタルガティス（Atargatis、ギリシア語でデルケトー Derketoとも）の神殿が町の中心近くに建てられた。神殿は大きな中庭の中央にあり、印象的な門などがあった。中庭の回りにたくさんあった小さな部屋は、それぞれ様々な神を祭っていたとみられる。

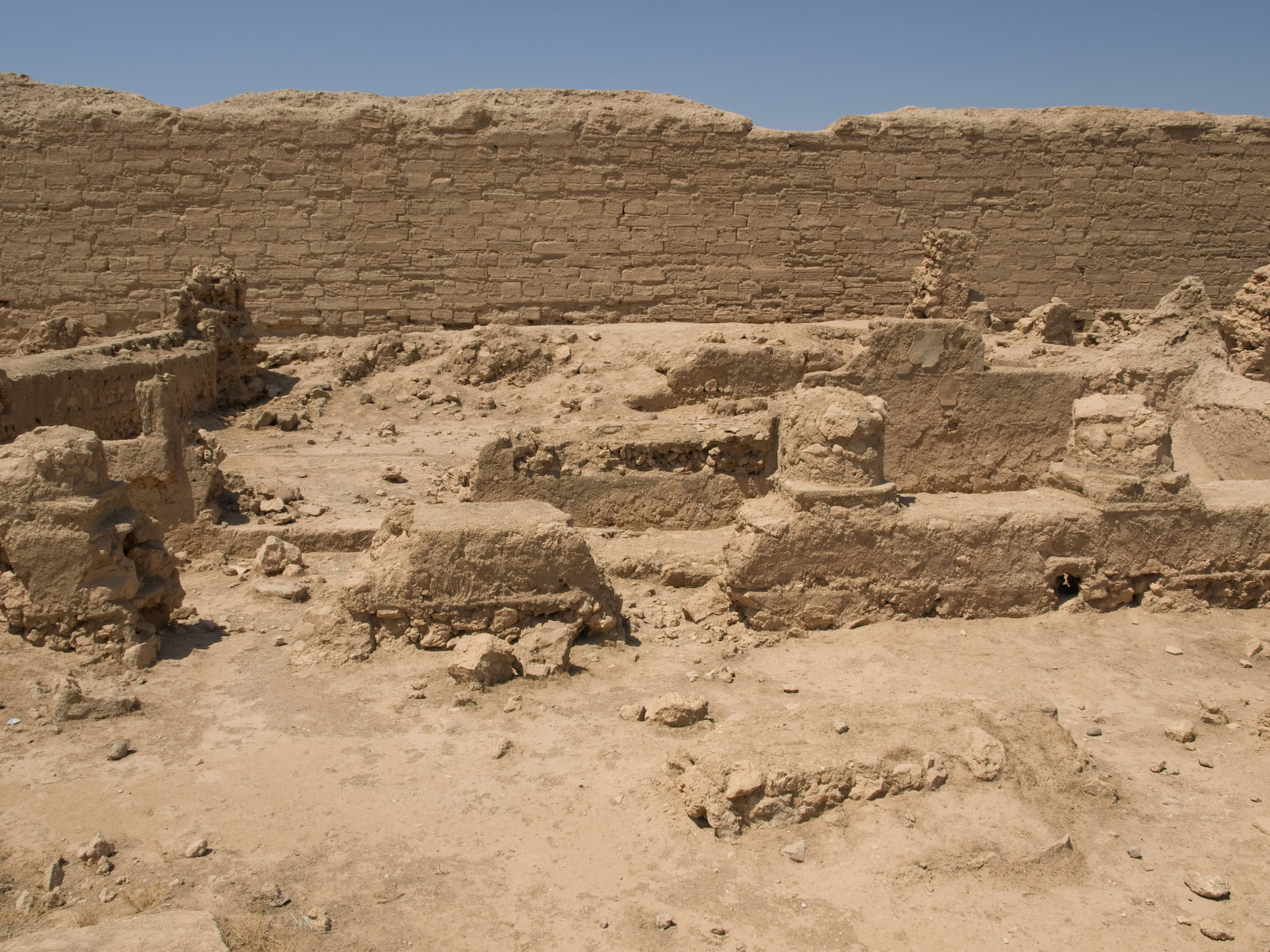
シナゴーグの前庭跡

町の南東には、市街地のほかの部分とワジで隔てられるようにしてギリシア風のアクロポリスが設けられていたが、ヘレニズム期にあったはずの神殿についてはほとんど分かっていない。2世紀には町で最も重要な神殿の一つであるゼウスの神殿がここに建てられた。ゼウス神殿の絵画は多くが見つかっている。神殿背後には戦車の傍らに立ち二人のニケにより冠を被せられるゼウス神の姿があった。ホールの側壁には寄進者やその一族が描かれ、建物は装飾や彫刻で飾られていた。アクロポリスのその他の重要な神殿に、ゼウス神殿とほぼ同じ形態で建てられたガド神殿（町を守る神々に捧げられた二重の神殿）、アルテミス神殿、ゼウス・メギストス神殿などがあった。

### シナゴーグ

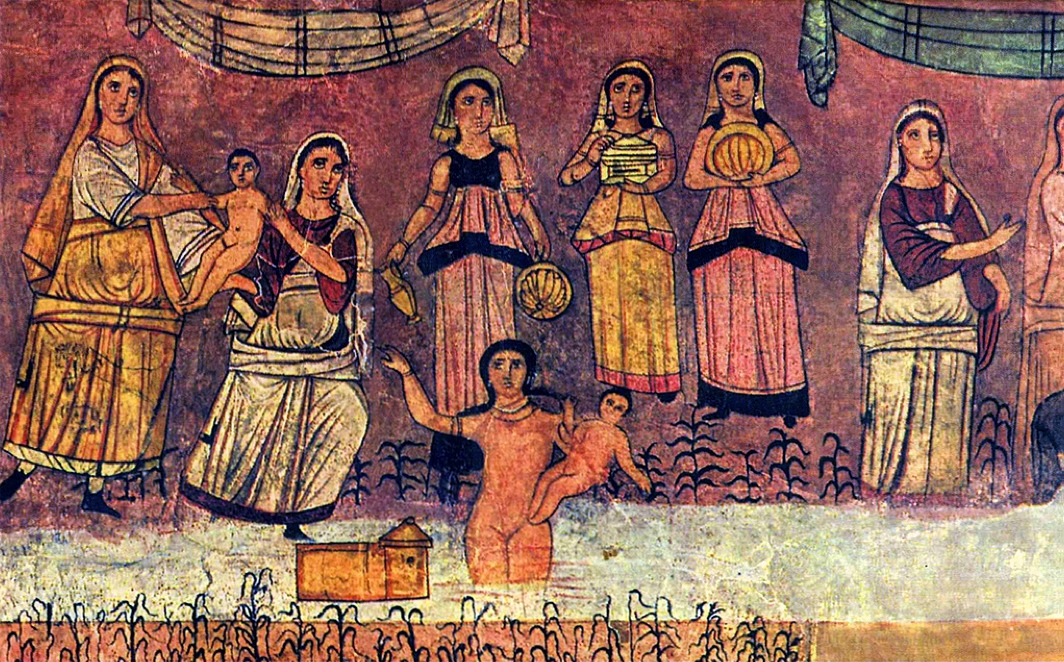
シナゴーグの壁画。モーセがナイル川から拾われる場面

西側の市壁の脇、第18塔と第19塔の間からはユダヤ教のシナゴーグが発見され、244年に遡るアラム語碑文がここから見つかっている。この時代の数多いシナゴーグ遺跡の中では最も保存状態が良いものとされるが、256年のサーサーン朝による攻囲戦にあたってすぐそばの城壁を補強するために一帯の家屋とともに取り壊され、土砂や瓦礫で埋められたためにかえってよく保存される結果となった。
1932年にクラーク・ホプキンスにより発掘され、列柱に囲まれた前庭、人々や動物を描いた数々のフレスコの壁画がある集会所、エルサレム方向に向かって西壁に設けられたトーラーを安置した壁龕（聖龕）などが出土した。こうした配置には、後のイスラーム建築におけるモスクに共通するものがある。壁画は、旧約聖書の一連の物語を描いた絵画としては現存する世界最古のものであり、現在はローマ軍の馬用甲冑などとともに首都ダマスカスの博物館に良い状態で展示されている。

### キリスト教の教会

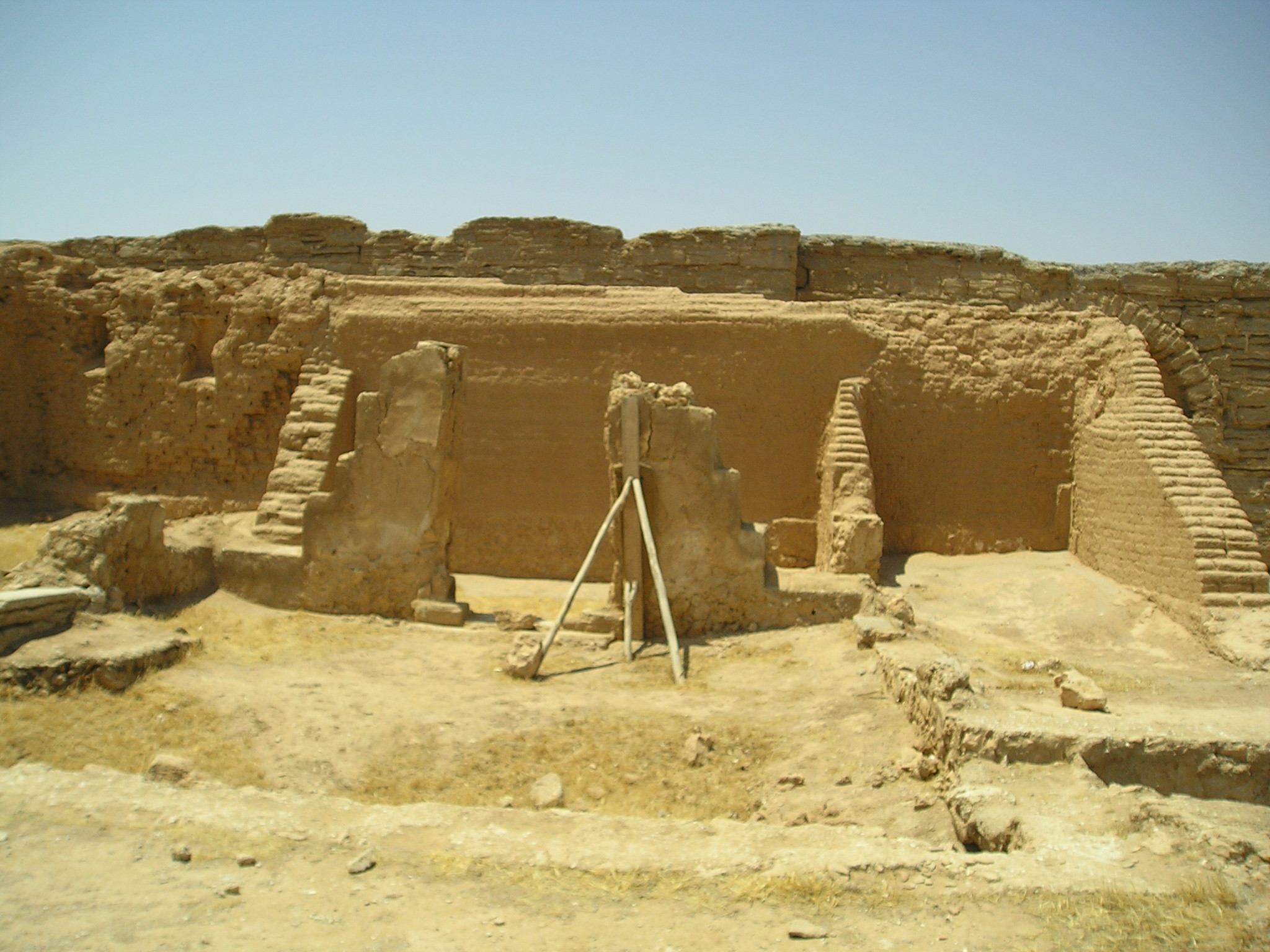
家を使用した教会の跡。右側の部分が礼拝堂。

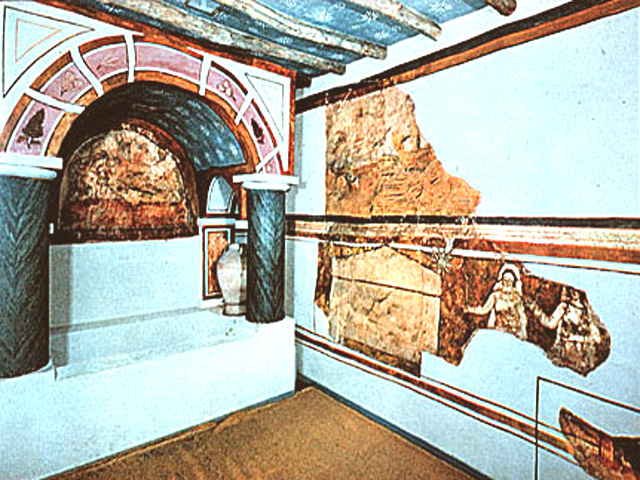
洗礼室の壁画（イェール大学所蔵）

ドゥラ・エウロポスからは、判明した中ではもっとも初期のキリスト教の教会堂も発見されている。これは民家を教会堂に使用したもので、西の市壁沿いの第17塔付近の街区にあり、シナゴーグと同様256年の攻城戦に備えて埋められたために土中で保存される結果になった。「ローマの大きな兵営都市の只中に、教会が公然と許容されて存在したということは、初期のキリスト教会の歴史が、異教による迫害を受け続ける一方だったという単純なものではなかったことを明らかにしている」。洗礼室に残っていたフレスコ画は、おそらく現存最古のキリスト教絵画とされる（初期キリスト教美術）。この中には、「よき羊飼い」「中風の人を癒すイエス」「水の上を歩くイエスとペテロ」などの図像が見られるが、これらイエス・キリストの描かれた現存最古の絵画は235年に遡るとみられる。
洗礼室のより大きなフレスコには、大きなサルコファガス（石棺）へと近づく二人の婦人が描かれている（もう一人婦人が描かれているが、ほとんど失われている）。おそらくこれはキリストの墳墓を訪れる三人のマリア（クロパの妻マリア、マグダラのマリア、サロメなどとされる）とみられ、サロメの名は婦人の一人のそばに書かれている。またアダムとイヴやダビデとゴリアテを描いたフレスコもある。これらの絵画は明らかにヘレニズム・ユダヤ教の図像学的伝統に基づいているが、すぐ近くのシナゴーグの絵画に比べると仕上げは雑になっている。これらは現在、アメリカのイェール大学に収蔵されているが、アメリカ東海岸の気候の影響もあり劣化が進んでいる。
ヘブライ語の書かれた羊皮紙の巻物の断片も出土した。この翻訳は難航したが、J.L. Teicherはこれらが聖餐の祈りであると指摘し、ディダケーにある祈りと深い関係があると見て、ディダケーの文言と突き合わせて脱落部分を埋めている。
1933年、ドゥラ・エウロポスの町の正門・パルミラ門の外にあるごみ捨て場の文書の断片の中から、福音書の一部を書いたギリシア語の文書が見つかった。タティアヌス（Tatian）が4つの福音書を1冊にまとめた合併福音書（調和福音書）「ディアテッサロン」（Diatessaron）とも比較されるが、これとは独立したものとされる。

### ミトラ教神殿
西の市壁補強のために埋められて土中に保存された建物の中からは、ミトラ教神殿（ミトラエウム、Mithraeum）も発見された。これは第23塔と第24塔の間の街区にあった。兵営都市ドゥラからは軍人の間に信者の多かったミトラの秘儀につながる痕跡がきっと見つかるはずだという考古学者らによる長年の期待の末、1934年1月にミトラ教施設が発掘された。人工の洞窟の中にはほとんど何も残っていなかったが、聖域はきわめて興味深いものであることが明らかになった。ここには雄牛を屠る場面というローマ遺跡のミトラエウムのほとんどに共通する典型的な浮彫があったが、ミトラスを描いたすべての図像で、その姿はパルティア風の衣装、つまりズボン、ブーツ、尖った帽子という姿をしていた。ホプキンスは、「ドゥラのミトラエウムは、文化の仲介者としての最高の例を我々に見せている。パルティアの宗教が、パルティアの支配下でドゥラに持ち込まれ、ローマ時代まで続いたのだ」と推測している（ミトラス崇拝はイランに発するが、ローマで広く広がっている）。
神殿の最古の部分は168年から171年の間に遡る。この時期ドゥラはすでにローマ領だったが、壁画はまだパルティア風を強く残していた 。聖域の一番奥にはアーチがあり、二つの支柱にはパルティア風の衣装を着てパルティア風のポーズをとった座像がある。ホプキンスは、これらはゾロアスターとその高名な弟子オスタネスではないかという一つの仮説を紹介しているが、彼自身はこれを支持しないという。アーチ内部には黄道十二星座が描かれている 。

### 宮殿

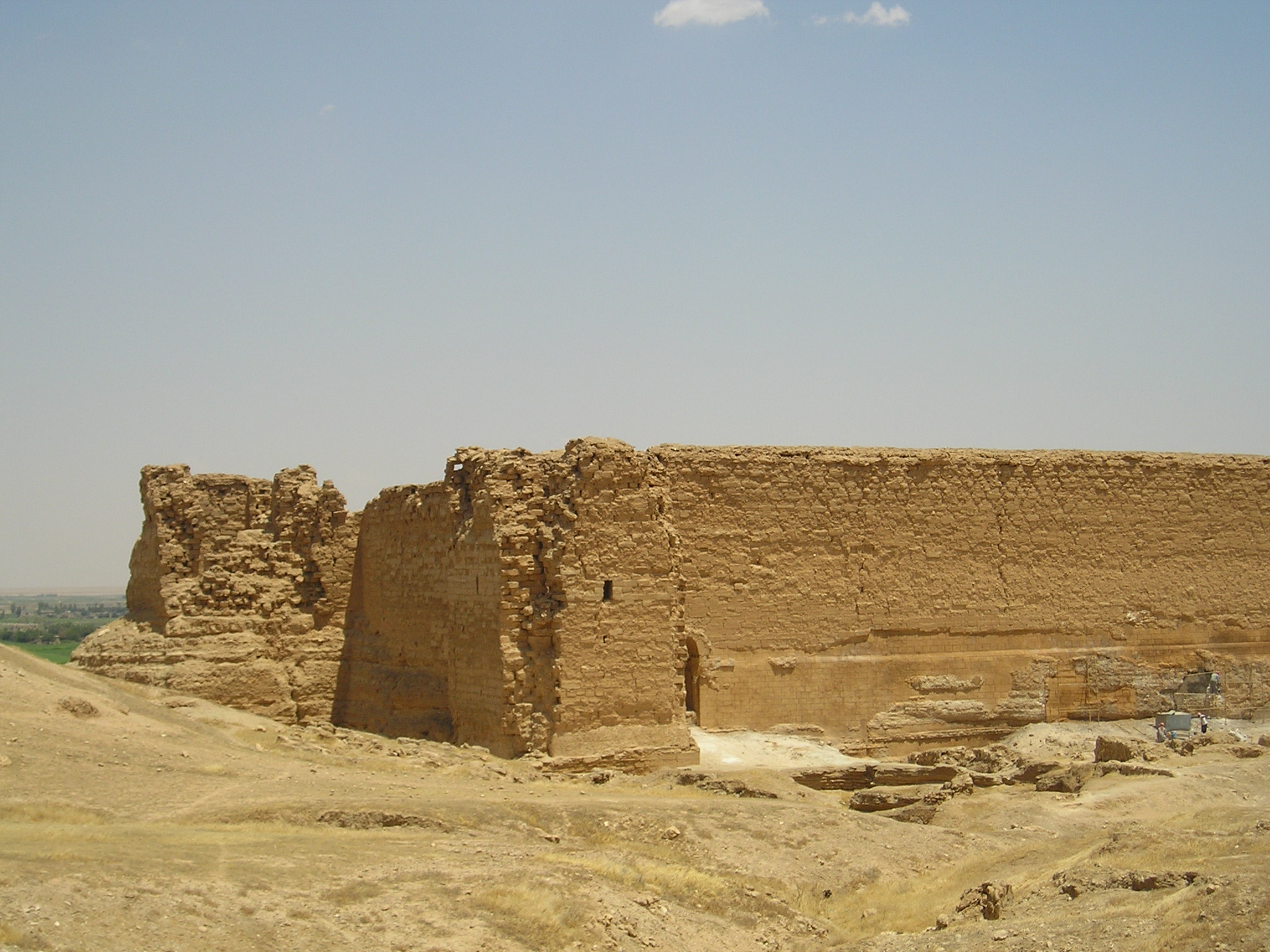
ドゥラ・エウロポスの宮殿跡

アクロポリスには周柱式（Peristyle）と呼ばれる、列柱に囲まれた中庭を持つ大きな邸宅が建てられており、ストラテゴス（軍事指導者）の宮殿とされている。最初の建物は紀元前3世紀に遡り、何度も再建・増築されて大きくなっていったが、ギリシア建築の特色は残していた。
城塞にはもう一つ大きな宮殿があったが、これはパルティア時代にストラテゴスが住み、セレウコス朝時代の古いストラテゴス宮殿に取って代わったものと考えられる。しかし保存状態が悪く、ユーフラテス沿いの崖の浸食で多くが失われている。これはおそらく周柱式の邸宅で、川に面してイーワーンがあったとみられる。
市の北端には、ローマ時代に建てられたドゥクス（軍団指導者）の宮殿があった。これは町でも一番背の高い建物とみられ、かなり大きな周柱式宮殿で、部屋からは壁画なども見つかっている。

### 住宅

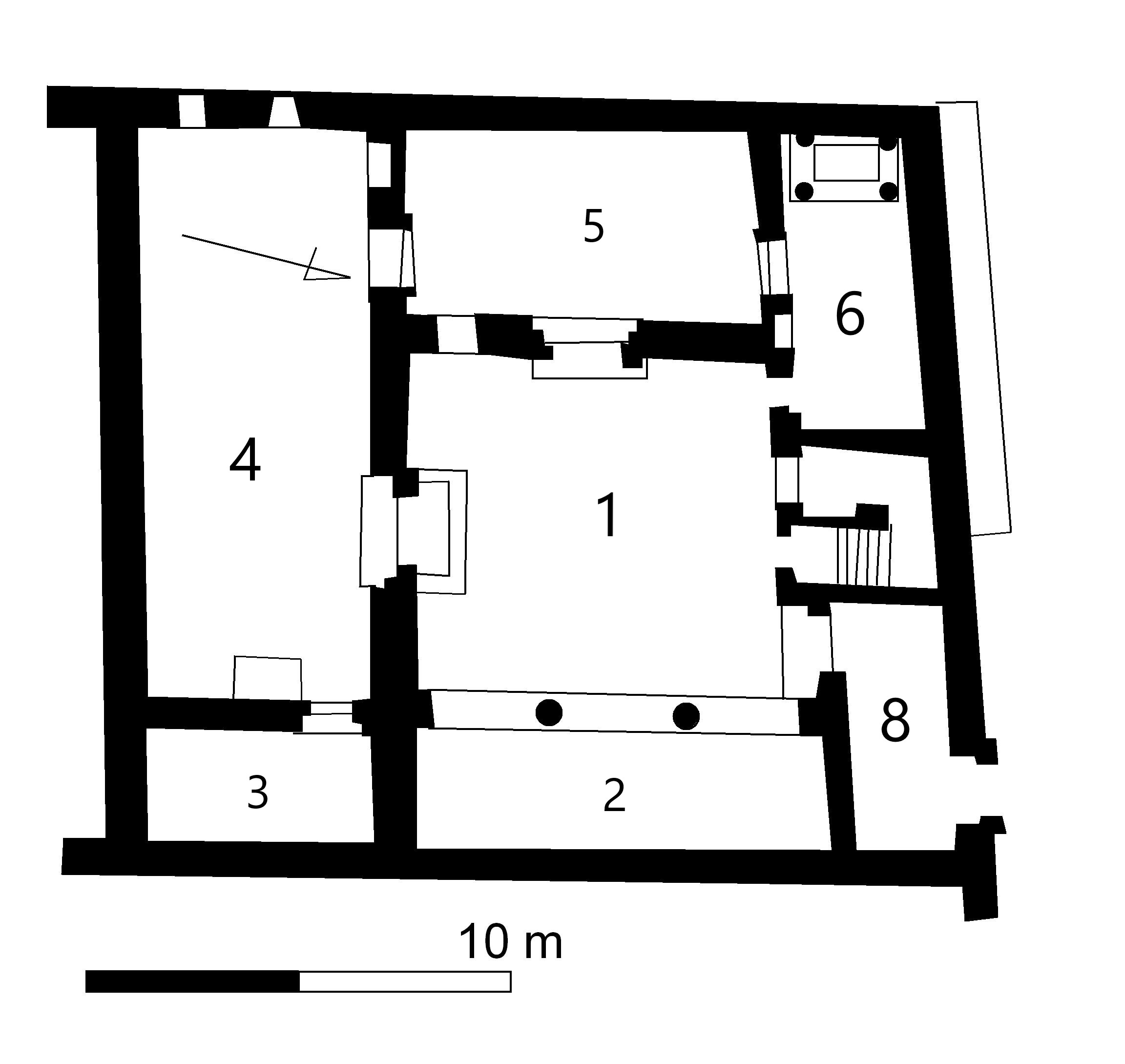
ドゥラ・エウロポスのキリスト教会。典型的な民家建築。

民家も数多く発掘されている。多くはパルティア時代に遡るものでありヘレニズム期に遡るものはほとんどない。ローマ時代に入りいくつかの新しい家も建てられている。家は大きさも設備も異なる。大きな邸宅は数代にわたりストラテゴスを輩出した家族のもので、家に書かれた159年に遡るとされる落書きの中には「Lysisas」「Lysanias」という家名がみられる。この家には中庭が二つあり、一つは男性用、一つは女性用であった。また厩、トイレ、浴室もあった。
その他の家はより小さいが、ほとんどは同様の作りになっている。中庭が一つあり、応接室や台所、厩や納屋といった家の部屋のほとんどは中庭に面している。また中庭にはベンチなどがあり、階段が陸屋根の上に続いている。家や部屋の壁は彩色がなされており、晩餐、狩り、戦争などを描いた絵も若干見つかっている。

### 墓所

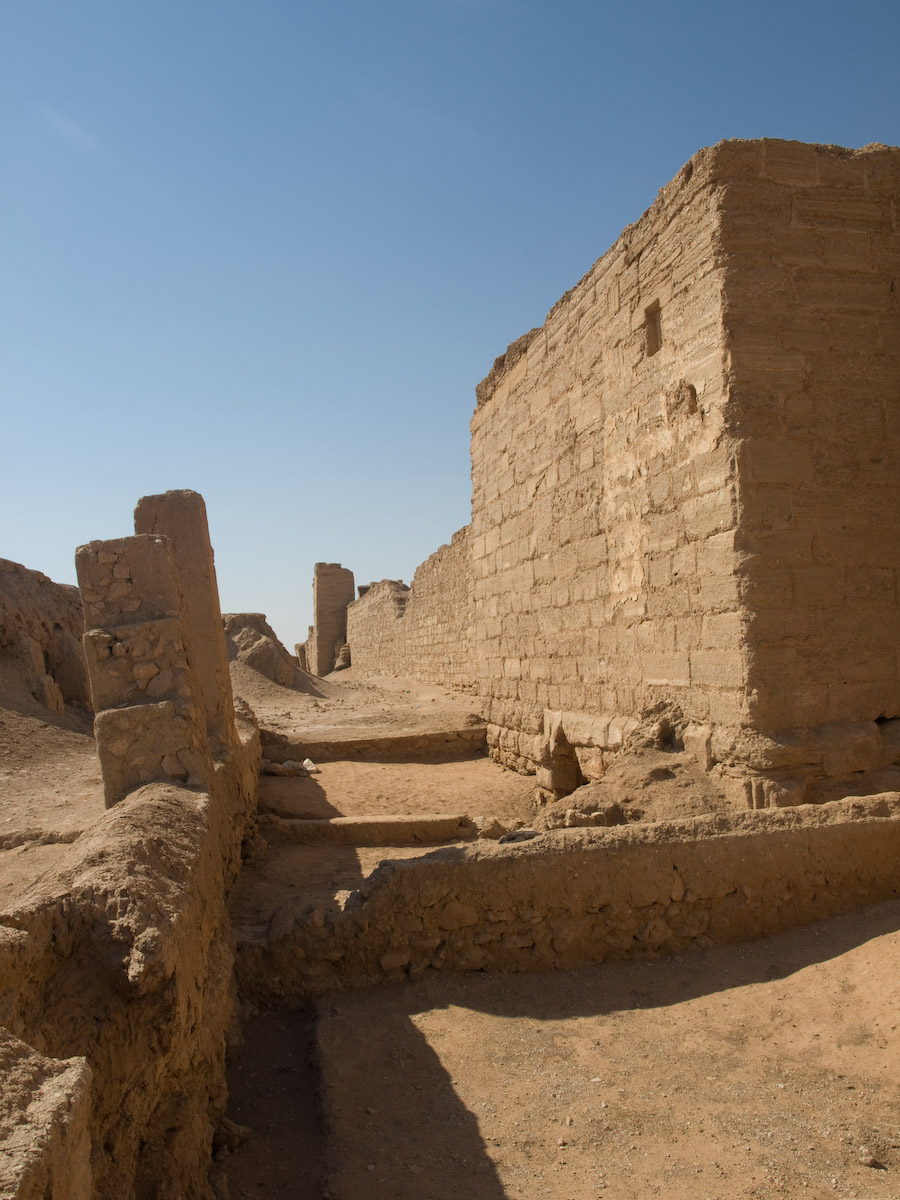
ドゥラ・エウロポスの通り

他の多くの古代遺跡と異なり、城壁の外にまで市街地が広がっていた痕跡は発見されていない。市壁の外には、いくつかの神殿のほかにはネクロポリス（「死者の町」、墓所）があった。ネクロポリスは実際の町ほどの広さがあり、パルミラなどの墓所と同様、地下式と塔式の二つのタイプの墓が見つかっている。地下式墓地は家族用で、中央に大きな部屋があり、周囲に遺体を収めた個室があった。塔式墳墓は中に多数の遺体安置室があり、階段を上って屋上に上がることができる。屋上は火を燃やすところで、塔全体が大きな祭壇の役割を果たした。墓室は塔の隣に設けられているものもある。塔式墳墓の一つは現代になって再建されており、積もった砂を取り除いて古代のファサードが全面見えるようにされている。

### その他の建築
パルティア時代の長かったドゥラは、ギリシア・ローマ都市の多いシリアの他の古代都市と比べると公共建築が少ない。しかし、支配層にギリシア系が多かったこともあり、小さな劇場、浴場、フォルム（広場）があった。
ローマ帝国のトラヤヌス帝による征服時、第3軍団キュレナイカによりドゥラにローマ式の凱旋門が建てられた。この門は町のすぐ外側にありパルティアに対する勝利を記念したものだった。しかし、直後にパルティアがドゥラを奪還しているがこの凱旋門は壊されなかった。
ルキウス・ウェルスがドゥラをローマに編入すると、アンフィテアトルム（円形競技場）が建てられたが、市民の需要は少なかった。碑文によれば競技がここで開かれていたことは確かである 。いくつかの公共浴場も建設された。こうした建築はローマ軍団の兵が自分たちが使うために建てたものとみられるが、浴場はローマ以前にもあったと考えられ、ローマ兵以外の利用もあったとみられる。
市内には市場（スーク）もあった。町の中心部は商店街で小さな店が密集していた。また砂漠を横断してくる隊商のための隊商宿（キャラバンサライ）もあった。